# Manfred Metzger

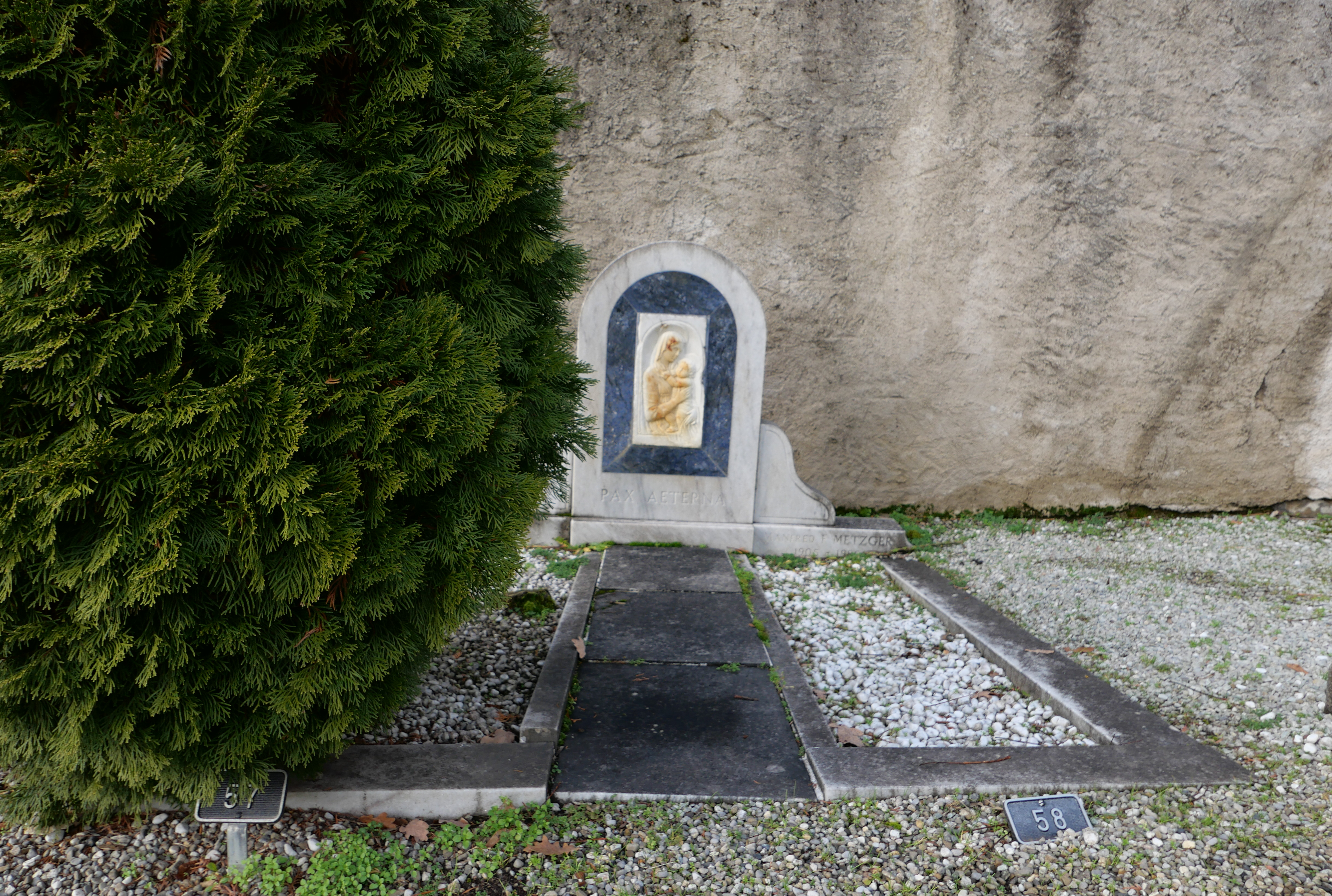
Metzgers Grab auf dem Alten Friedhof von Cologny im Kanton Genf

Manfred Friedrich Metzger (* 26. Mai 1905 in Triest, Österreich-Ungarn; † 29. Januar 1986 in Genf) war ein Schweizer Segler.

## Karriere
Metzger gewann zusammen mit Henri Copponex und Pierre Girard die Bronzemedaille bei den Olympischen Spielen 1960 mit der 5.5 m IR (International Rule) Ballerina IV. Er war der Bootseigentümer.
Metzger starb 1986 im Alter von 80 Jahren in Genf und liegt auf dem Ancien cimetière de Cologny in Cologny begraben.